# Scorpaenopsis vittapinna
Scorpaenopsis vittapinna és una espècie de peix pertanyent a la família dels escorpènids.

## Descripció
- Fa 6,5 cm de llargària màxima.
- Nombre de vèrtebres: 24.[5]

## Hàbitat
És un peix marí, associat als esculls de corall i de clima tropical que viu entre 2-28 m de fondària.

## Distribució geogràfica
Es troba des del Mar Roig i l'Àfrica oriental fins a les illes de la Societat.

## Observacions
És inofensiu per als humans.